# Strage di Piazzale Loreto
(Benito Mussolini al vice-capo della Polizia della RSI, Eugenio Apollonio)
La strage di Piazzale Loreto fu un eccidio nazifascista avvenuto in Italia, il 10 agosto 1944 in Piazzale Loreto a Milano, durante la seconda guerra mondiale.
Quindici partigiani furono fucilati da militi del gruppo Oberdan della Legione Autonoma Mobile Ettore Muti della RSI, per ordine del comando di sicurezza nazista, e i loro cadaveri vennero oltraggiati ed esposti al pubblico.

## L'attentato di viale Abruzzi
L'8 agosto 1944 elementi ignoti compirono un attentato con due ordigni esplosivi contro un camion tedesco (targato WH 111092) parcheggiato in viale Abruzzi a Milano, che distribuiva viveri alla cittadinanza. In quell'attentato non morì alcun soldato tedesco (l'autista Heinz Kuhn, che dormiva nella cabina di guida, riportò soltanto lievi ferite) ma provocò la morte di sei cittadini milanesi e il ferimento di altri undici.
Nonostante l'assenza di vittime militari e di una rivendicazione, l'episodio venne comunque attribuito ai GAP e usato come pretesto per la fucilazione di 15 partigiani. L'episodio, con caratteristiche assai differenti e anomale rispetto ad altri attentati partigiani, si presta al sospetto, come rilevato anche dal tribunale militare di Torino nel processo del 1998, di essere stato organizzato dagli stessi tedeschi per giustificare le successive rappresaglie.

## La fucilazione
All'alba del 10 agosto 1944, a Milano, quindici partigiani vennero prelevati dal carcere di San Vittore e portati in piazzale Loreto, dove furono fucilati da un plotone di esecuzione composto da militi fascisti del gruppo Oberdan della legione "Ettore Muti" guidati dal capitano Pasquale Cardella, che agiva agli ordini del comando tedesco, in particolare del capitano delle SS Theodor Saevecke, noto in seguito come "boia di Piazzale Loreto", allora comandante del servizio di sicurezza (SD) di Milano e provincia (AK Mailand).
Nel comunicato del comando della sicurezza nazista, si afferma che la strage fu attuata per un insieme di «atti di sabotaggio» tra i quali è riconoscibile a fatica l'attentato di viale Abruzzi.
Il comandante dei Gap, Giovanni Pesce, negò sempre che quell'attentato potesse essere stato compiuto da qualche unità partigiana. Certi elementi anomali hanno fatto definire da alcuni l'attentato come controverso: il caporal maggiore Kuhn aveva parcheggiato il mezzo a poca distanza da un'autorimessa in via Natale Battaglia e dall'albergo Titanus, entrambi requisiti dalla Wehrmacht e a disposizione del personale militare nazista. Il bando di Kesselring, invocato dal comunicato e dalle alte gerarchie naziste, prevedeva la fucilazione di dieci italiani per ogni tedesco solo in caso di vittime naziste. Ma nell'attentato di viale Abruzzi, nessun militare tedesco rimase ucciso: morti e feriti gravi erano tutti italiani.
È dunque lecito supporre, come fece il Tribunale Militare di Torino nel processo Saevecke, che la strage di piazzale Loreto sia stata un atto deliberato di terrorismo che aveva lo scopo strategico di stroncare la simpatia popolare per la Resistenza al fine di evitare ogni forma di collaborazione e garantire alle truppe naziste la massima libertà di movimento verso il Brennero. Theodor Saevecke, il cui comando si trovava all'Albergo Regina & Metropoli in via Silvio Pellico, sede delle SS, dei servizi di sicurezza (SD) e della Polizia Politica (la Gestapo) e noto luogo di tortura, pretese e ottenne, ciò nonostante, la fucilazione sommaria di quindici antifascisti, e compilò egli stesso la lista, come testimoniato da Elena Morgante, impiegata nell'ufficio delle SS, cui fu ordinato di batterla a macchina.

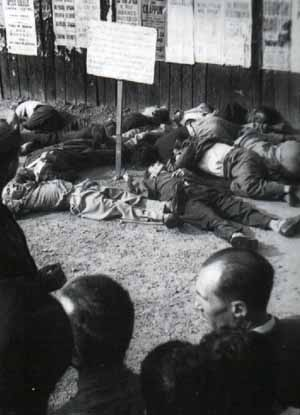
I corpi accatastati nel piazzale. Il cartello ne dava la definizione di «assassini».

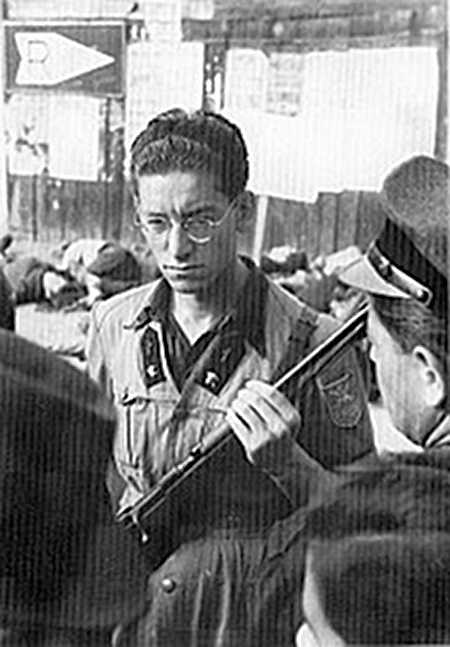
Milite della Legione Autonoma Mobile Ettore Muti di guardia ai cadaveri esposti.

Dopo la fucilazione, avvenuta alle 06:10, a scopo intimidatorio i cadaveri scomposti furono lasciati esposti sotto il sole della calda giornata estiva, coperti di mosche, fino alle ore 20 circa. Un cartello qualificava i partigiani fucilati come "assassini". I corpi, sorvegliati dai militi della Muti che impedirono anche ai parenti di rendere omaggio ai defunti, furono pubblicamente vilipesi e oltraggiati in tutti i modi dai fascisti e dalle ausiliarie della RSI; inoltre, per intimidire la popolazione e togliere ogni appoggio alla Resistenza, i militi fascisti obbligarono, armi alla mano, i cittadini in transito, a piedi, in bicicletta o sui tram, ad assistere allo "spettacolo".
Appresa la notizia, il partigiano Don Giovanni Barbareschi si recò dall'arcivescovo di Milano, cardinale Alfredo Ildefonso Schuster, pregandolo di andare a impartire la benedizione alle salme, ma il cardinale gli chiese di andare lui stesso, benché ancora diacono. Egli ricompose alla meglio i cadaveri ammucchiati e cercò nelle tasche i messaggi che questi potevano aver scritto, in modo da recapitarli alle famiglie. Riuscì a compiere questa opera di pietà prima che un milite fascista lo cacciasse via. Tre giorni dopo fu ordinato sacerdote. Barbareschi raccontò poi che dopo aver pregato in ginocchio davanti alle salme, si voltò e vide che tutta la folla presente si era inginocchiata con lui. Quando l'anno successivo i cadaveri di Benito Mussolini, Claretta Petacci e 18 gerarchi fascisti furono esposti nello stesso luogo, Don Barbareschi tornò a benedire le salme.
Il poeta Franco Loi, testimone della tragedia e allora abitante nella vicina via Casoretto, ricorda:
(Franco Loi, da R. Cicala (a cura di), Con la violenza e la pietà. Poesia e resistenza, Interlinea, Novara, 1995. ISBN 88-86121-56-3.)
L'esecuzione e il vilipendio dei cadaveri impressionarono profondamente l'opinione pubblica tanto che il Prefetto di Milano e capo della Provincia Piero Parini nel suo «Pro memoria urgente per il duce» annota «[...] il modo della fucilazione era stato quanto mai irregolare e contrario alle norme. I disgraziati non avevano neppure avuto l'assistenza del sacerdote, che non si nega neppure al più abbietto assassino. [...] Alle mie rimostranze, i comandanti nazisti hanno risposto tutti allo stesso modo: l'esecuzione era stata un'applicazione del bando del Maresciallo Kesselring [...] L'impressione in città perdura fortissima e l'ostilità verso i tedeschi è molto aumentata. Vi sono stati anche scioperi parziali in alcuni stabilimenti e corre voce che se ne prepari uno domani. [...] Non Vi nascondo che mi sento profondamente a disagio nella mia carica, giacché il modo di procedere dei tedeschi è tale da rendere troppo difficile il compito di ogni autorità e determina una crescente avversione da parte della popolazione verso la Repubblica».
A seguito del promemoria, Mussolini comunicò all'ambasciatore tedesco presso la RSI, Rudolf Rahn, che i metodi utilizzati dai militari tedeschi «erano contrari ai sentimenti degli italiani e ne offendevano la naturale mitezza». Meno di un anno dopo, all'alba del 29 aprile 1945, sullo stesso piazzale, i cadaveri di Mussolini, dell'amante Claretta Petacci e di altri 15 fascisti, furono esposti davanti alla folla accorsa alla notizia della morte del duce.

## Le vittime
1. Gian Antonio Bravin (28 febbraio 1908), commerciante, abitante in viale Monza 7 a Milano. Partigiano nel varesotto e capo del III gruppo dei GAP, fu arrestato dai fascisti il 29 luglio del 1944, imprigionato a San Vittore a disposizione della Sicherheitspolizei-Sicherheitsdienst (SIPO-SD) tedesca.
2. Giulio Casiraghi (Sesto San Giovanni, 17 ottobre 1899), tecnico della Ercole Marelli di Sesto San Giovanni, militante comunista. Nel 1930 viene condannato dal Tribunale speciale per la difesa dello Stato a 5 anni di detenzione per «costituzione del PCd'I, appartenenza al medesimo e propaganda». È il referente del movimento operaio degli stabilimenti "Ercole Marelli". Dopo l'8 settembre 1943 moltiplica il proprio impegno, collaborando alla fornitura di armi e rifornimenti alle formazioni partigiane, nonché supporto per la ricezione di radiomessaggi da Londra relativi all'esecuzione di aviolanci alleati volti ad approvvigionare la Resistenza. Nel marzo 1943 e nel marzo 1944 organizza gli scioperi nelle fabbriche sestesi insieme a Fogagnolo. Arrestato al ritorno dal lavoro, verso mezzogiorno del 12 luglio 1944 da fascisti e SS dipendenti dall'ufficio dello SS-Scharführer Werning, responsabile della Sicherungskompanie di Monza. Trasferito a San Vittore l'8 agosto 1944.[19]
3. Renzo del Riccio (Udine, 11 settembre 1923), operaio meccanico, socialista, soldato italiano di fanteria, partecipò l'8 settembre 1943 a furiosi scontri con i tedeschi. Unitosi ai partigiani (a una formazione Matteotti operante nel Comasco?) e distintosi in azione, fu arrestato e inserito nelle liste del servizio obbligatorio del lavoro; nel giugno 1944 fuggì durante la deportazione in Germania. In luglio, in viale Monza, è nuovamente arrestato in seguito a delazione. Incarcerato a Monza e poi trasferito a San Vittore l'8 agosto 1944.
4. Andrea Esposito (Trani, 26 ottobre 1898), operaio, militante comunista e partigiano della 113ª brigata Garibaldi, arrestato in casa il 31 luglio 1944 da membri dell'Ufficio politico investigativo della Guardia Nazionale Repubblicana, insieme al figlio Eugenio (renitente alla leva della fascista RSI). I due vennero rinchiusi nelle carceri di San Vittore a disposizione della SIPO-SD. Il figlio Eugenio, inizialmente inserito nella lista dei fucilandi, sarà invece trasferito prima al campo di transito di Bolzano e successivamente deportato in Germania dapprima nel campo di concentramento di Flossenbürg e poi in quello di Dachau, da dove ritornerà a guerra finita.
5. Domenico Fiorani (Oron in Svizzera, 24 gennaio 1913), perito industriale, socialista, collaborò a giornali clandestini. Appartenente alle brigate Matteotti. Arrestato il 25 giugno 1944 dalla polizia politica a Busto Arsizio, mentre si reca dalla moglie degente in ospedale. Incarcerato a Monza e trasferito l'8 agosto 1944 a San Vittore.[20]
6. Umberto Fogagnolo (Ferrara, 2 ottobre 1911), ingegnere alla Ercole Marelli di Sesto San Giovanni. Dopo l'armistizio, in collegamento con i vari partiti del CLN di Milano, dirige e coordina il movimento clandestino della Ercole Marelli e delle fabbriche di Sesto San Giovanni; rappresenta il Partito d'Azione nel CLN sestese. Cura l'invio in montagna e in Svizzera di prigionieri alleati, di ricercati politici e di partigiani. Insieme a Giulio Casiraghi organizza gli scioperi del marzo 1943 e del marzo 1944. Nella primavera del 1944 è attivissimo in azioni di sabotaggio a Milano, nel lecchese e nella zona di Novara. Per la scelta di obiettivi strategici è consulente delle formazioni partigiane di montagna e il suo parere è decisivo. Si reca personalmente, a rischio della propria vita, dall'allora questore Mendia, a nome del CLN, riuscendo a far liberare cinque patrioti detenuti a San Vittore[21]. Arrestato il 13 luglio 1944[22] nel suo ufficio, da fascisti e SS dipendenti dall'ufficio dello SS-Scharführer Werning, responsabile della Sicherungskompanie di Monza, dove viene incarcerato ed è ripetutamente torturato. Trasferito a San Vittore l'8 agosto 1944. Medaglia d'argento al valore militare alla memoria.[23]
7. Tullio Galimberti (Milano, 31 agosto 1922), impiegato. Appartenente alle formazioni Garibaldi con compiti di collegamento e raccolta di armi (membro della 3ª brigata d'assalto Garibaldi Gap "Egisto Rubini", secondo il martirologio compilato nell'immediato dopoguerra a cura dell'Anpi provinciale milanese). Arrestato durante un incontro clandestino in piazza San Babila alla fine del giugno 1944 da agenti della SS germanica. Tradotto alle carceri di San Vittore.
8. Vittorio Gasparini (Ambivere, 30 luglio 1913), laureato in economia e commercio, antifascista cattolico, capitano degli alpini. Dirigente della Bombrini Parodi Delfino a Roma, accettò di dirigere lo stabilimento di Montichiari per coprire la sua attività di responsabile di una missione dell'OSS (Office of Strategic Services) della V Armata americana. D'intesa con gli americani, aveva allestito un centro radio clandestino in piazza Fiume (l'attuale piazza della Repubblica) a Milano, che trasmetteva radiomessaggi agli Alleati. La stazione radio venne individuata dalle SS[24] e i due operatori presenti al momento dell'irruzione si gettarono dalla finestra per sottrarsi alla cattura. Uno dei due morì, l'altro, gravemente ferito, interrogato in ospedale, fu indotto a rivelare i nomi dei compagni da soldati italiani travestiti da partigiani. Così Gasparini venne arrestato ai primi di giugno e interrogato a Brescia; nello stesso giorno, fu condotto a Milano e imprigionato nel carcere di San Vittore. Torturato brutalmente per diversi giorni, non riuscirono a farlo parlare. Medaglia d'oro al valore militare alla memoria.[25]
9. Emidio Mastrodomenico (San Ferdinando di Puglia, 30 novembre 1922), agente di PS al commissariato di Lambrate. Collegato con il movimento resistenziale (capo dei GAP), è catturato il 29 luglio (il 16 aprile secondo l'Unità[26]) 1944 in piazza Santa Barbara da agenti della SIPO-SD e incarcerato a San Vittore.
10. Angelo Poletti (Linate al Lambro, 20 giugno 1912) operaio presso l'Isotta Fraschini e militante socialista, dopo una breve esperienza partigiana in Val d'Ossola rientra a Milano dove dirige il gruppo da cui nascerà la 45ª Brigata Matteotti. Ferito a una gamba e arrestato il 19 maggio 1944[27] da militi fascisti mentre si trovava al lavoro, subì sevizie e torture in carcere.[28]
11. Salvatore Principato (Piazza Armerina, 29 aprile 1892), appena ventenne, organizzò con successo una protesta nel suo paese contro il monopolio di un'impresa di trasporti che si opponeva a ogni forma di miglioramento del servizio locale. Si trasferì a Milano e, convinto socialista, cominciò a frequentare Filippo Turati e Anna Kuliscioff, collaborando con Giacomo Matteotti e con i fratelli Rosselli. Fu nel secondo e nel terzo comitato antifascista di Porta Venezia e nel Comitato di Liberazione Nazionale della Scuola. Perseguitato politico sotto il fascismo, fu deferito nel 1933 al Tribunale Speciale di Roma. Arrestato, su delazione, l'8 luglio 1944 dalle SS come aderente al PSIUP e membro della 33ª Brigata Matteotti, fu imprigionato nel carcere di Monza e più volte torturato senza esito alcuno dalla polizia fascista, che gli ruppe anche un braccio. Il 7 agosto 1944 fu trasferito a San Vittore. A quel tempo era docente presso la scuola elementare Leonardo da Vinci di Milano, non lontana da piazzale Loreto, dove una lapide lo ricorda nell'atrio della scuola. Un'altra fu posta in viale Gran Sasso, presso la sua abitazione.[29]
12. Andrea Ragni (Brescia, 5 ottobre 1921), partigiano appartenente alle formazioni Garibaldi, catturato e poi fuggito in data imprecisata nell'autunno 1943. Catturato nuovamente il 22 maggio 1944 da membri delle SS e imprigionato nel carcere di San Vittore.
13. Eraldo Soncini (Milano 4 aprile 1901), operaio alla Pirelli Bicocca e militante socialista. Appartenente alla 107ª Brigata Garibaldi SAP. Arrestato il 9 luglio 1944 vicino a piazzale Loreto da SS della Sicherungskompanie di Monza. Imprigionato nel locale carcere e trasferito il 7 agosto 1944 a San Vittore. In piazzale Loreto tenta la fuga lungo via Andrea Doria; ferito, tenta di nascondersi nel portone di via Palestrina 7[30]. Raggiunto da due militi fascisti, viene finito sul posto, trascinato in piazzale Loreto e gettato nel mucchio dei compagni fucilati. Nel dopoguerra la Corte d'Assise Straordinaria di Milano, con sentenza del 23 maggio 1947, condannò per l'assassinio di Soncini i militi Giacinto Luisi e Luigi Campi, appartenenti al gruppo "Oberdan" di Porta Venezia della legione Ettore Muti.[31]
14. Libero Temolo (Arzignano, 31 ottobre 1906), militante comunista, operaio alla Pirelli Bicocca, è partigiano organizzatore delle SAP. Arrestato nell'aprile 1944 a Milano a seguito di una delazione. Portato con gli altri in piazzale Loreto, qui tentò di fuggire, ma fu subito ucciso.[32]
15. Vitale Vertemati (Niguarda, 26 marzo 1918), meccanico, partigiano della 3ª Brigata d'assalto Garibaldi Gap "Lombardia" (poi "E. Rubini"), arrestato il 1º maggio 1944 da agenti dell'Ufficio speciale dell'UPI mentre era impegnato come agente di collegamento tra i vari gruppi partigiani.

## I responsabili

### Theodor Saevecke
Theodor Saevecke, per la Resistenza milanese: il "boia di Piazzale Loreto", fu processato dal Tribunale Militare di Torino e fu condannato all'ergastolo il 9 giugno 1999; tuttavia, malgrado la richiesta della magistratura militare italiana, non fu mai estradato né subì mai alcun processo in Germania. È morto nel suo letto, a quasi 90 anni, il 16 dicembre 2000. Come altri criminali nazisti, nel dopoguerra venne arruolato dai servizi segreti statunitensi (nome in codice Cabanio) e più tardi ricoprì l'importante incarico di vice responsabile dei servizi di sicurezza della Repubblica Federale Tedesca. Nel 1963 la Germania Ovest aveva chiesto informazioni sull'attività criminosa di Saevecke a Milano durante l'occupazione nazista, cui le autorità italiane risposero, dopo aver consultato il fascicolo nascosto nell'armadio della vergogna, con un rapporto del Ministero degli Esteri indirizzato all'omologo Ministero tedesco.

## Nell'arte

### Il dipintoMartiri di Piazzale Loreto

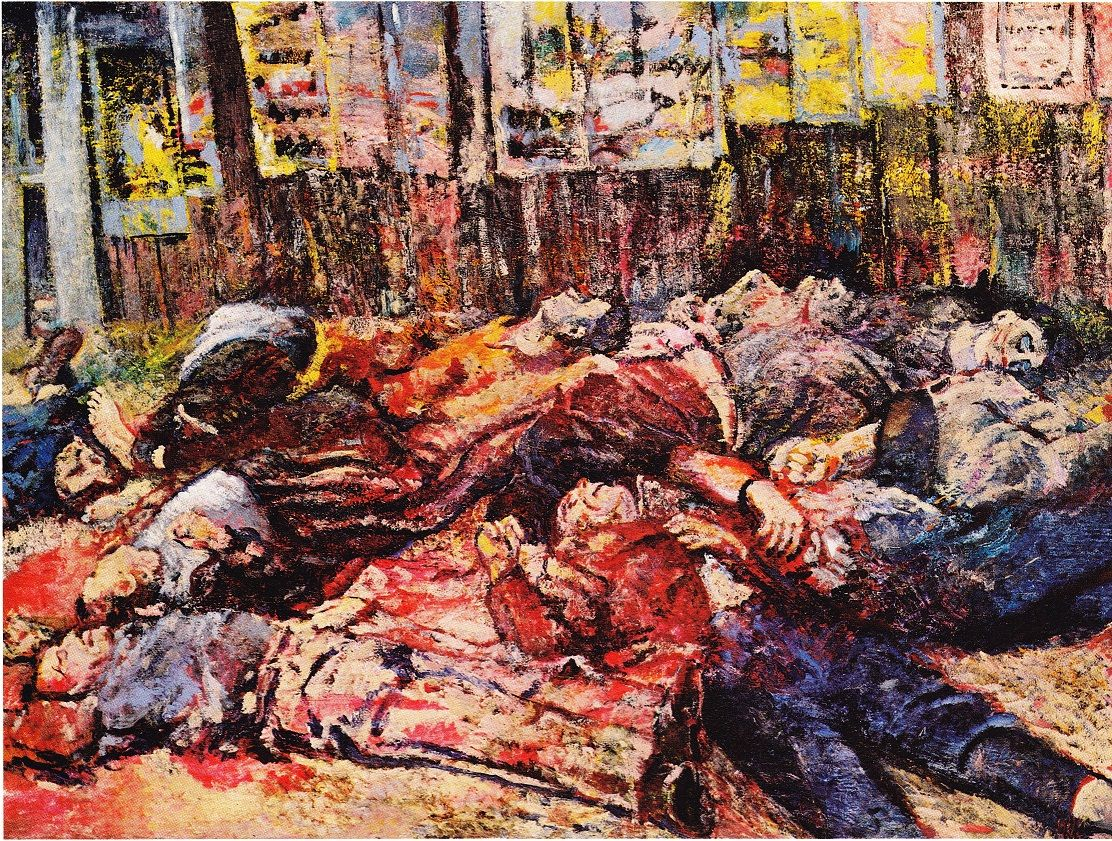
Aligi Sassu, Martiri di Piazzale Loreto o La guerra civile, olio su tela, 1944, Galleria nazionale d'arte moderna e contemporanea, Roma

Aligi Sassu dipinse di getto i Martiri di Piazzale Loreto (titolo originale La guerra civile), sotto l'impressione del brutale assassinio. Il quadro del 1944 (olio su tela 150 x 200 cm) fu esposto per la prima volta alla mostra veneziana del 1952, la Biennale del realismo, dove lo storico dell'arte Giulio Carlo Argan lo notò e fece acquisire dalla Galleria nazionale d'arte moderna e contemporanea di Roma, che ancora lo espone. Martiri di Piazzale Loreto propone una consuetudine della poetica di Sassu, ossia la dialettica tra la resa della realtà contemporanea e l'attualizzazione del mito.
Lo stesso artista, partigiano impegnato insieme a De Grada, Grosso e Guttuso, nella sua autobiografia "Un grido di colore" (Todaro editore, Lugano, 1998) ricorda: «Ho dipinto I martiri di Piazzale Loreto nell'agosto 1944, subito dopo aver visto il ludibrio che la canaglia repubblichina faceva dei corpi dei nostri fratelli. Eppure vi era in me, nel fuoco e nell'ansia che mi agitava, nel cercare di esprimere quello che avevo visto, una grande pace e non odio, ma una tristezza immensa per la lotta fratricida. Da quei corpi sanguinanti e inerti sorgeva un monito: pace, pace».

### Il monumento in Piazzale Loreto

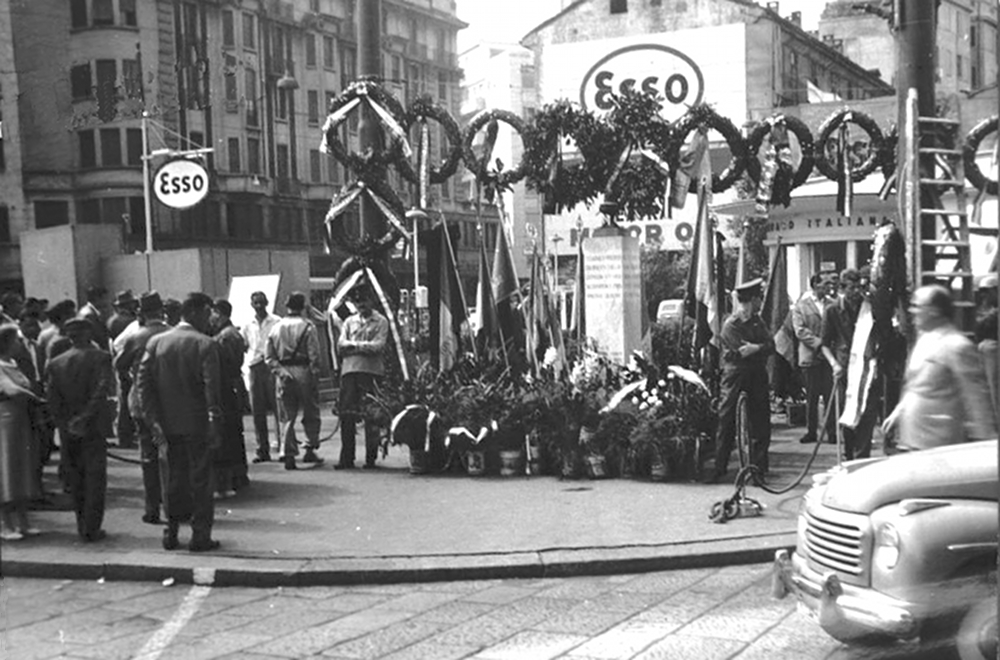
Il primo cippo commemorativo eretto esattamente sul luogo dell'eccidio

Alla fine della guerra, sul luogo della strage e in memoria dei martiri ivi caduti fu eretto un cippo commemorativo. Tale cippo fu sostituito da un monumento eretto nell'agosto 1960, opera dello scultore Giannino Castiglioni (1884-1971), sito all'angolo tra il piazzale e viale Andrea Doria. Il monumento, sul fronte, reca un bassorilievo che rappresenta un martire sottoposto a esecuzione sull'iconografia di San Sebastiano, sul retro reca la dicitura «ALTA/L'ILLUMINATA FRONTE/CADDERO NEL NOME/DELLA LIBERTÀ» cui segue l'elenco dei 15 caduti, la data dell'eccidio, 10 agosto 1944 e i simboli della Repubblica Italiana e del Comune di Milano.